# Rashid Mamedbekov
Rashid Mamedbekov (Azerbaiyán, Unión Soviética, 28 de febrero de 1927-4 de diciembre de 1970) fue un deportista soviético especialista en lucha libre olímpica donde llegó a ser subcampeón olímpico en Helsinki 1952.

## Carrera deportiva
En los Juegos Olímpicos de 1952 celebrados en Helsinki ganó la medalla de plata en lucha libre olímpica estilo peso gallo, tras el luchador japonés Shohachi Ishii (oro) y por delante del indio Khashaba Dadasaheb Jadhav (bronce).